# Monosabio

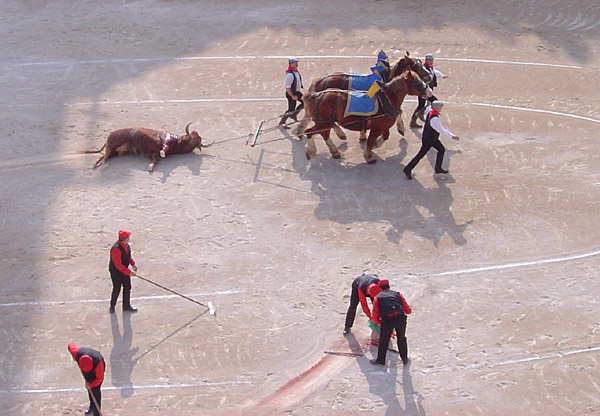
En primer plano, grupo de monosabios arreglando la arena, tarea que es más normal que desempeñen los areneros. Al fondo, los mulilleros retiran al toro.

El monosabio es un mozo de ayuda. Si es necesario, socorre al picador en la plaza de toros durante la lidia. Le ayuda a montarse, sujeta al caballo en la suerte de varas para que no lo derriben. Socorre al picador si el caballo resulta derribado. Llevan una vestimenta distinta al resto del personal que, desde mediados del siglo XIX se ha mantenido invariable, consistiendo en una blusa floja y cerrada de color rojo o azul, y pantalón oscuro y una gorrilla del mismo color que la blusa. Es el único autorizado a pisar el ruedo, además de los toreros, durante la lidia.

## Origen del nombre
El nombre de monosabio procede de un espectáculo circense que tuvo lugar en Madrid hacia 1847 y en el que una cuadrilla de monos amaestrados realizaba una serie de habilidades con el nombre artístico de los «monos sabios». Estos simios vestían unos blusones de color encarnado y al público madrileño le dio por compararlos con los uniformes que vestían los mozos de caballos, llamados hasta entonces con el nombre genérico de chulos. El nombre tuvo fortuna y los «monos sabios» acabaron lexicalizándose en una sola palabra –monosabios– incorporada desde entonces al léxico taurino y admitida posteriormente en el DRAE.

## Historia
El monosabio era originalmente el mozo de cuadras que ayudaba en todo al picador cuando, previamente a la obligación del uso de los petos protectores, se encargaban de retirar a los caballos heridos y les remataban o les realizaban una «bárbara y elemental cirugía» (en palabras de Cossío) de urgencia en el callejón para devolverlos a la plaza. Esta tarea de auxilio a los caballos malheridos, que a veces era repugnante e incluía crueles maniobras a la vista de todos (como golpear al caballo para que se levantase y abandonase el ruedo), los hacía muy polémicos e impopulares entre el respetable. También provocaba protestas cuando se extralimitaban en sus funciones, por ejemplo citando al toro con la gorrilla. 
No obstante esas polémicas, siempre se ha considerado su tarea como imprescindible y muy valerosa, pues auxilian al picador cansado o derribado arriesgando su vida en la misma cara del toro, realizando incluso algún quite sin engaño alguno si llegan antes que los diestros.
El monosabio Rafael Domínguez "Gamuza" murió trágicamente luego de recibir una cornada del novillo "Minuto", de De Haro, que saltó al callejón la tarde del 9 de octubre de 1978 en la Plaza México.